# Ionela Loaieș
Ionela Loaieș (Kománfalva, Románia, 1979. február 1. –) világbajnok és olimpiai bronzérmes román szertornász.
1996-ban felkerült a Nemzetközi Torna Szövetség Világszínvonalú tornászok listájára.

## Életpályája
Édesapja, Ion, bányász, édesanyja, Elena, bútorgyári munkás. Van egy Marius nevű testvére.
Hatéves korában az ónfalvi CSS Onești sportklubban kezdett tornázni, ahol Livia Ponoran és Toma Ponoran voltak az edzői.
A válogatottban Octavian Bellu, Mariana Bitang, Nicolae Forminte és Toma Ponoran edzették.
Első versenyén kilencéves korában indult.
A Dévai Tornagimnázium diákja volt.
Példaképei Nadia Comăneci, Gina Gogean és Lavinia Miloșovici, kedvenc szere a felemás korlát és talaj voltak.

### Juniorként
A Valkenswaardban megrendezett második Európai Ifjúsági Olimpiai Napokon (European Youth Summer Olympic Days, jelenleg European Youth Olympic Festival) 1993-ban ötödik helyezett volt egyéni összetettben.

### Felnőttként

#### Országos eredmények
Az 1995-ös országos bajnokságon egyéni összetettben ötödik helyezett volt.

#### Nemzetközi eredmények
1993-ban Magyarország Nemzetközi Bajnokságán huszadik, a Birmingham Classicon nyolcadik helyen zárt egyéni összetettben.
A Goodwill Gamesen Szentpéterváron 1994-ben hetedik helyezést ért el egyéni összetettben.
Az 1995-ös Catania Kupán felemás korláton első, egyéni összetettben pedig negyedik helyezett volt.
Ugyanazon évben a Kassa Kupán (Kosice International) ismét negyedik helyezett volt egyéni összetettben.
Az 1996-os Dél-Afrika Kupán (South African Cup) pedig második helyezést ért el egyéni összetettben.

##### Világbajnokság
Világbajnoki címet egyetlen világbajnoki részvételekor 1994-ben Dortmundban a csapattal (Lavinia Miloșovici, Gina Gogean, Nadia Hățăgan, Daniela Mărănducă, Simona Amânar, Claudia Presăcan) szerzett.

##### Olimpiai játékok
Az olimpiai játékoknak is egyetlen kiadásán vett részt, éspedig az 1996. évi nyári olimpiai játékokon Atlantában, ahol a bronzérmet szerezte meg a csapattal, melynek többi tagja Gina Gogean, Simona Amânar, Lavinia Miloșovici, Alexandra Marinescu és Mirela Țugurlan volt.

### Visszavonulása után
1998-ban Michelle Anghel és Marion Anghel hívására érkezett az Amerikai Egyesült Államokba, ahol a kettejük tulajdonában lévő, Illinois állam Glenwood településén található ARGO Gym teremben edzősködött.

## Díjak, kitüntetések
A Román Torna Szövetség 1994-ben és 1996-ban is beválasztotta az év tíz legjobb női sportolója közé.
1996-ban Kiváló Sportolói címmel tüntették ki.
A Nemzetközi Torna Szövetség 1996-ban felvette a Világszínvonalú tornászok listájára.
2000-ben az Érdemért Nemzeti Érdemérem III. osztályával tüntették ki.